# Xã Short Creek, Quận Harrison, Ohio
Xã Short Creek (tiếng Anh: Short Creek Township) là một xã thuộc quận Harrison, tiểu bang Ohio, Hoa Kỳ. Năm 2010, dân số của xã này là 1.090 người.